# Musei di Tokyo
Di seguito è riportata una lista di musei e gallerie d'arte a Tokyo. Per utilizzare la tabella ordinabile, fare clic sulle icone nella parte superiore di ogni colonna per ordinare la colonna in ordine alfabetico; fare nuovamente clic per un ordine alfabetico inverso.
| Nome del Museo                                                                         | Immagine | Distretto o quartiere | Tipologia                       | Sommario |
| -------------------------------------------------------------------------------------- | -------- | --------------------- | ------------------------------- | --- |
| Amuse Museum                                                                           |          | Asakusa               | Arte tessile                    | Cultura tessile giapponese e Museo d'arte Ukiyo-e                                                                                               |
| Museo dell'arte antica orientale                                                       |          | Ikebukuro             | Arte                            | Manufatti dell'antico Vicino Oriente e dell'Asia Centrale                                                                                       |
| Asakura Museum of Sculpture                                                            |          | Taitō                 | Arte                            | Museo che conserva la casa e lo studio dello scultore Fumio Asakura (1883-1964)                                                                 |
| Museo delle banconote e dei francobolli                                                |          | Shinjuku              | Numismatico                     | |
| Beer Museum Yebisu                                                                     |          | Shibuya               | Cibo                            | Storia, scienza e cultura della birra |
| Bicycle Culture Center                                                                 |          | Chiyoda               | Trasporti                       | |
| Artizon Museum già Bridgestone Museum of Art                                           |          | Chūō                  | Arte                            | Include impressionisti, post-impressionisti e arte del XX secolo, ceramiche greche antiche                                                      |
| Bunkamura                                                                              |          | Shibuya               | Arte                            | Sala concerti, teatro e galleria d'arte |
| Bunka Gakuen Costume Museum                                                            |          | Shibuya               | Moda                            | costumi storici e mestieri legati ai costumi di tutto il mondo                                                                                  |
| Bunkyo Historical Museum                                                               |          | Bunkyō                | Storia                          | storia e cultura |
| Center of the Tokyo Raids and War Damage                                               |          | Koto                  | Storia                          | Informazioni e artefatti relativi al bombardamento di Tokyo                                                                                     |
| Currency Museum of the Bank of Japan                                                   |          | Chūō                  | Numismatico                     | Valuta giapponese |
| Daimaru Museum                                                                         |          | Chiyoda               | Arte                            | |
| Daimyo Clock Museum                                                                    |          | Taitō                 | Orologi                         | |
| Earthquake Learning Center                                                             |          | Meguro                | Scienza                         | |
| Museo Edo-Tokyo                                                                        |          | Ryōgoku               | Storia                          | Storia di Tokyo |
| Museo architettonico all'aperto di Edo-Tokyo                                           |          | Koganei               | All'aria aperta                 | Edifici storici giapponesi |
| Eisei Bunko Museum                                                                     |          | Bunkyō                | Arte                            | Belle arti e documenti storici |
| Emperor Showa Memorial Museum                                                          |          | Tachikawa             | Biografico                      | Vita e cimeli dell'imperatore Hirohito e sua moglie imperatrice Kōjun                                                                           |
| Exhibition Hall of the Diplomatic Archives of the Ministry of Foreign Affairs of Japan |          | Minato-ku             | Archivi diplomatici             | |
| Museo Fukagawa Edo                                                                     |          | Kōtō                  | Storia                          | Riproduzione in miniatura del centro di Edo |
| Gas Science Museum, Tokyo                                                              |          | Kodaira               | Industria                       | Apparecchi a gas e tecnologia |
| Museo Ghibli                                                                           |          | Mitaka                | Arte                            | Lavoro di animazione di Hayao Miyazaki e Studio Ghibli                                                                                          |
| Gotoh Museum                                                                           |          | Setagaya              | Arte                            | Arte classica giapponese e cinese |
| Hara Museum of Contemporary Art                                                        |          | Shinagawa             | Arte                            | I media includono arte, design, architettura, musica e danza                                                                                    |
| Hasegawa Machiko Art Museum                                                            |          | Setagaya              | Arte                            | Il fumetto è opera di Hasegawa Machiko, che ha disegnato Sazae-san                                                                              |
| Hatakeyama Memorial Museum of Fine Art                                                 |          | Minato                | Arte                            | Arte cinese, coreana e giapponese legata al bere il tè                                                                                          |
| House of Shiseido                                                                      |          | Chūō                  | Moda                            | storia dei prodotti cosmetici Shiseido |
| Idemitsu Museum of Arts                                                                |          | Marunouchi            | Arte                            | Presenta una collezione di pittura e calligrafia giapponese e ceramiche dell'Asia orientale                                                     |
| Industrial Safety Museum &amp; Theater                                                 |          | Minato                | Industria                       | |
| Itabashi Ward Public Ecopolis Center                                                   |          | Marunouchi            | Scienza                         | |
| JAXA i                                                                                 |          | Chiyoda               | Scienza                         | scienza aerospaziale, gestita dalla Japan Aerospace Exploration Agency                                                                          |
| Japan Football Museum                                                                  |          | Bunkyō                | Sport                           | calcio in Giappone |
| Museo dei giocatori famosi del baseball giapponese                                     |          | Bunkyō                | Sport                           | |
| Japanese Folk Crafts Museum                                                            |          | Meguro                | Arte                            | Conosciuto anche come Museo Mingeikan, artigianato popolare giapponese e dalla Cina, Corea, Inghilterra, Africa e altrove                       |
| Japanese Sword Museum                                                                  |          | Shibuya               | Militare                        | Arte della spada giapponese |
| JCII Camera Museum                                                                     |          | Chiyoda               | Tecnologia                      | macchine fotografiche, fotografia e film |
| Kanto Earthquake Disaster Memorial Museum                                              |          | Sumida                | Storia                          | |
| Katsushika City Museum                                                                 |          | Katsushika            | Scienza                         | Storia locale e astronomia |
| Katsushika Shibamata Tora-san Museum                                                   |          | Katsushika            | Storia                          | |
| Kinunomichi Museum                                                                     |          | Hachiōji              | Storia                          | storia del commercio e della via della seta |
| Kite Museum (Tokyo)                                                                    |          | Chūō                  | Sport                           | |
| Kobo Gallery                                                                           |          | Chūō                  | Arte                            | |
| Kodansha Noma Memorial Museum                                                          |          | Bunkyō                | Arte                            | Tesori artistici e culturali |
| Kodaira Hirakushi Denchu Art Museum                                                    |          | Kodaira               | Arte                            | Casa, studio e galleria dello scultore Hirakushi Denchū (1872-1979)                                                                             |
| Koishikawa Annex, The University Museum, The University of Tokyo                       |          | Bunkyō                | Storia naturale                 | Solo museo di ricerca |
| Kokugakuin University Museum                                                           |          | Shibuya               | Shintoismo, Storia, Archeologia | Manufatti culturali, ricerche archeologiche e cultura Giapponese                                                                                |
| Koishikawa Ukiyo-e Art Museum                                                          |          | Bunkyō                | Arte                            | Dipinti Ukiyo-e |
| Kyodo no mori                                                                          |          | Fuchū                 | Aria aperta                     | |
| Matsuoka Museum of Art                                                                 |          | Shirokanedai          | Arte                            | |
| Meguro Museum of Art                                                                   |          | Meguro                | Arte                            | Arte giapponese moderna e contemporanea, così come artisti internazionali                                                                       |
| Meguro Parasitological Museum                                                          |          | Meguro                | Medico                          | |
| Meiji Jingu Treasure Museum                                                            |          | Shibuya               | Arte                            | oggetti usati dalla famiglia dell'imperatore Meiji                                                                                              |
| Meiji University Museum                                                                |          | Chiyoda               | Multiplo                        | tre dipartimenti: artigianato, criminologia, archeologia                                                                                        |
| Michio Miyagi Memorial Hall                                                            |          | Shinjuku              | Musicale                        | Vita e opere del musicista Michio Miyagi |
| Min-On Music Museum                                                                    |          | Shinjuku              | Musicale                        | |
| Miraikan                                                                               |          | Odaiba                | Scienza                         | Museo nazionale della scienza emergente e dell'innovazione                                                                                      |
| Mitsui Memorial Museum                                                                 |          | Chūō                  | Arte                            | Arte giapponese e asiatica e arti decorative |
| Mitsuo Aida Museum                                                                     |          | Chūō                  | Arte                            | opere del poeta calligrafo Mitsuo Aida |
| Mitsubishi Ichigokan Museum                                                            |          | Marunouchi            | Arte                            | Arte occidentale del XIX secolo |
| Mori Art Museum                                                                        |          | Roppongi              | Arte                            | Arte contemporanea |
| Musée Tomo                                                                             |          | Minato                | Arte                            | Arte ceramica giapponese contemporanea |
| Museum of Advertising and Marketing                                                    |          | Shiodome              | Scienza                         | noto anche come Advertising Museum Tokyo, storia della pubblicità in Giappone                                                                   |
| Museum of Contemporary Art Tokyo                                                       |          | Kōtō                  | Arte                            | A Kiba |
| Museum of Logistics                                                                    |          | Minato                | Trasporti                       | |
| Museum of Maritime Science                                                             |          | Odaiba                | Marittimo                       | Imbarcazioni giapponesi, la Marina, spedizione, pesca, vela, attività ricreative marittime, progettazione e costruzione navale, ambiente marino |
| Museum of the Imperial Collections                                                     |          | Chiyoda               | Arte                            | Parte dei tesori delle famiglie imperiali |
| Nakagawa Funabansho Barge Museum                                                       |          | Koto                  | Storia                          | Replica della Nakagawa Waterway Station, che regolava il commercio e i viaggi dei canali di epoca Edo.                                          |
| NHK Museum of Broadcasting                                                             |          | Minato                | Media                           | storia dei mezzi di comunicazione in Giappone                                                                                                   |
| NTT InterCommunication Center                                                          |          | Shinjuku              | Arte                            | Media art |
| National Art Center                                                                    |          | Roppongi              | Arte                            | Pittura del XX secolo e arte moderna |
| Osservatorio astronomico nazionale del Giappone                                        |          | Mitaka                | Scienza                         | Astronomia |
| National Hansen's Disease Museum                                                       |          | Higashimurayama       | Scienza                         | Storia della malattia di Hansen (lebbra) in Giappone e dei suoi effetti sui malati                                                              |
| National Museum of Nature and Science                                                  |          | Ueno                  | Storia naturale                 | Mostra di storia naturale e scienza interattiva                                                                                                 |
| National Museum of Modern Art                                                          |          | Chiyoda               | Arte                            | |
| Museo nazionale d'arte occidentale                                                     |          | Ueno                  | Arte                            | Arte dalla tradizione occidentale |
| National Showa Memorial Museum                                                         |          | Chiyoda               | Storia                          | Mostra lo stile di vita del popolo giapponese durante il periodo Shōwa, per lo più durante e dopo la seconda guerra mondiale                    |
| New Otani Art Museum                                                                   |          | Chiyoda               | Arte                            | Arte moderna dalla Francia e dal Giappone |
| Nezu Museum                                                                            |          | Minato                | Arte                            | Arte giapponese e altre arti pre-moderne asiatiche, comprese le arti legate al tè                                                               |
| O Art Museum                                                                           |          | Ōsaki                 | Arte                            | |
| Okura Shukokan                                                                         |          | Minato                | Arte                            | Arte giapponese e asiatica |
| Ota Memorial Museum of Art                                                             |          | Shibuya               | Arte                            | Ukiyo-e (stampa xilografica giapponese) |
| Orugoru no Chiisana Hakubutsukan                                                       |          | Bunkyō                | Musica                          | Strumenti musicali meccanici |
| Paper Museum                                                                           |          | Kita                  | Industria                       | industria cartaria, storia e usi della carta |
| Pen Station, Tokyo                                                                     |          | Chuo                  | Strumenti di scrittura          | storia degli strumenti di scrittura |
| Philatelic Museum, Tokyo                                                               |          | Toshima               | Filatelia                       | francobolli |
| Prince Chichibu Memorial Sports Museum                                                 |          | Shinjuku              | Sport                           | |
| Princess Gallery Handbag Museum                                                        |          | Taitō                 | moda                            | storia delle borse in Giappone e da tutto il mondo                                                                                              |
| Printing Museum, Tokyo                                                                 |          | Bunkyō                | Media                           | Storia e tecniche di stampa come forma di comunicazione                                                                                         |
| Rainbow Sewer Museum                                                                   |          | Odaiba                | Scienza                         | struttura del sistema di drenaggio di Tokyo |
| Ridai Museum of Modern Science                                                         |          | Shinjuku              | Scienza                         | parte della Tokyo University of Science, storia dell'Università, calcolatrici e computer e Giappone                                             |
| Ryōgoku Kokugikan Sumo Museum                                                          |          | Sumida                | Sport                           | |
| Safety Promotion Center                                                                |          | Ōta                   | Astronautica                    | Sicurezza aerea, aperta su prenotazione |
| Science Museum, Tokyo                                                                  |          | Chiyoda               | Scienza                         | |
| Seikado Bunko                                                                          |          | Setagaya              | Scienza                         | opere d’arte e scritture antiche dell’Asia orientale                                                                                            |
| Sekine Kunen Shodo Museum                                                              |          | Taitō                 | Arte                            | calligrafia |
| Setagaya Art Museum                                                                    |          | Setagaya              | Arte                            | |
| Setagaya Museum of History                                                             |          | Setagaya              | Storia                          | storia locale |
| Shinjuku Historical Museum                                                             |          | Shinjuku              | Storia                          | storia locale |
| Shitamachi Museum                                                                      |          | Ueno                  | Storia                          | Cultura tradizionale di Shitamachi a Tokyo |
| Shoto Museum of Art                                                                    |          | Shibuya               | Arte                            | arte locale, dipinti, sculture e artigianato |
| Sompo Japan Museum of Art                                                              |          | Shinjuku              | Arte                            | |
| Space Space Gallery                                                                    |          | Komae                 | Arte                            | |
| Suginami Animation Museum                                                              |          | Suginami              | Arte                            | |
| Suginami Historical Museum                                                             |          | Suginami              | Storia                          | storia e cultura locale |
| Suginami Science Museum                                                                |          | Suginami              | Scienza                         | |
| Sugino Costume Museum                                                                  |          | Shinagawa             | Moda                            | |
| Sumida Heritage Museum                                                                 |          | Sumida                | Storia                          | Storia locale |
| Suntory Museum of Art                                                                  |          | Akasaka               | Arte                            | |
| Tei-Park                                                                               |          | Chiyoda               | Media                           | informazioni e telecomunicazioni, storia postale, assicurazione                                                                                 |
| TeNQ                                                                                   |          | Bunkyo                | Scienza                         | Museo dello spazio |
| TEPCO Electric Energy Museum                                                           |          | Shibuya               | Scienza                         | elettricità, gestita da TEPCO |
| Tobacco and Salt Museum                                                                |          | Sumida                | Industria                       | usi del tabacco e del sale nel corso della storia                                                                                               |
| Tobu Museum of Transport & Culture                                                     |          | Sumida                | Ferrovia                        | |
| Toei Animation Gallery                                                                 |          | Nerima                | Arte                            | |
| Tokyo Fire Museum                                                                      |          | Shinjuku              | Antincendio                     | |
| Tokyo Fuji Art Museum                                                                  |          | Hachiōji              | Arte                            | include dipinti, stampe, fotografie, sculture, ceramiche e lacche, armature, spade e medaglioni                                                 |
| Tokyo Hongo Ceramics Museum                                                            |          | Bunkyō                | Arte                            | storia e cultura |
| Tokyo Metropolitan Art Museum                                                          |          | Ueno                  | Arte                            | |
| Tokyo Metropolitan Theatre                                                             |          | Toshima               | Arte                            | Sala concerti con galleria espositiva |
| Tokyo Metropolitan Museum of Photography                                               |          | Meguro                | Arte                            | |
| Tokyo Metropolitan Police Museum                                                       |          | Chūō                  | Forze dell'ordine               | |
| Tokyo Metropolitan Teien Art Museum                                                    |          | Minato                | Arte                            | Casa Art Deco |
| Tokyo Metropolitan Water Science Museum                                                |          | Kōtō                  | Scienza                         | |
| Museo nazionale di Tokyo                                                               |          | Ueno                  | Arte                            | Opere d'arte e oggetti archeologici dell'Asia, concentrandosi sul Giappone                                                                      |
| Tokyo Metro Museum                                                                     |          | Edogawa               | Trasporti                       | |
| Tokyo Waterworks Historical Museum                                                     |          | Bunkyō                | Scienza                         | Sistema di approvvigionamento idrico di Tokyo                                                                                                   |
| Ueno Royal Museum                                                                      |          | Ueno                  | Arte                            | |
| University Art Museum, Tokyo University of the Arts                                    |          | Ueno                  | Arte                            | |
| Waseda University Tsubouchi Memorial Theatre Museum                                    |          | Shinjuku              | Teatro                          | Storia del dramma |
| Watari Museum of Contemporary Art                                                      |          | Shibuya               | Arte                            | |
| Yamatane Museum                                                                        |          | Shibuya               | Arte                            | stile nihonga della pittura ad acquerello giapponese                                                                                            |
| Yūshūkan                                                                               |          | Chiyoda               | Militare                        | Vittime di guerra giapponesi e attività militare dall'inizio della Restaurazione Meiji fino alla fine della Guerra del Pacifico                 |
| Zoshigaya Missionary Museum                                                            |          | Toshima               | Casa storica                    | |